# Ambulantno liječenje
Ambulantno liječenje, vrsta zdravstvene zaštite, uz bolničko liječenje, konzilijarnu zdravstvenu zaštitu i specijalistička zdravstvena zaštita. U obuhvat joj spadaju: ambulantno liječenje i dnevna bolnica.
Ambulantno liječenje mora pružiti uslugu male kirurgije, višednevnog ili ponavljajućeg liječenja prema unaprijed određenoj proceduri u pravilu u trajanju kraćem od 6 sati, te aplikacija ponavljajuće terapije kroz duže razdoblje. Primjeri: uklanjanje patoloških kožnih promjena, fizikalna terapija, mjesečna aplikacija lijekova s bolničke liste, upale rožnice, fototerapija i sl.
Dnevna bolnica mora pružiti uslugu jednodnevne kirurgije, liječenja kojem može prethoditi ili iz kojeg može proizići dijagnostika, a koje je u pravilu u trajanju dužem od 6 i kraćem od 24 sata). Primjeri su: hemodijaliza, kemoterapija, psihijatrijska dnevna bolnica, operacija katarakte, operacije hernije, operacija proširenih vena, karpalnog tunela, liječenje krvnim pripravcima i sl.
Liječnik specijalist u ambulatnom liječenju obvezan je nakon izvršenog pregleda odrediti sadržaj ambulantnog liječenja. Za sve dijagnostičke procedure koje indicira a sastavni su dio liječenja vezan uz uputnu dijagnozu, kao i za sve kontrolne preglede tijekom ambulantnog liječenja, dužan je izdati interne uputnice. Nakon završnog kontrolnog pregleda zaključuje ambulantno liječenje a daljnju skrb preuzima izabrani doktor primarne zdravstvene zaštite. U završnom nalazu bolnički liječnik izdaje izvješće o provedenom liječenju te preporuku o daljnjem algoritmu kontrola a kod uvođenja terapije koristi se generičkim nazivljem lijekova gdje god je to moguće. Hospitalizacijom prekinuto liječenje onkoloških, transplantiranih i dijaliziranih bolesnika temeljem uputnice D1 i D2 nastavlja se na uputnicu kojom je započeto liječenje. Liječenje u dnevnoj bolnici podrazumjeva potpunu skrb o osiguranoj osobi do završetka liječenja.